# William FitzEmpress
William FitzEmpress, auch Wilhelm von Anjou genannt, (* 22. Juli 1136 in Argentan; † 30. Januar 1164 in Rouen) war der dritte Sohn des Grafen Gottfried Plantagenet von Anjou und der „Kaiserin“ Matilda von England. Der Chronist Wilhelm von Tyrus nannte ihn mit dem Beinamen Longaspata (Langschwert), weshalb er nicht mit seinem Neffen William Longespée zu verwechseln ist.

## Leben
Wilhelm wird 1156 an der Seite seines ältesten Bruders Heinrich II. von England genannt, als sie ihren rebellierenden Bruder Gottfried in der Burg Chinon belagerten. Von seinem Bruder erhielt er in den folgenden Jahren ausgedehnten Landbesitz in England, was ihn zu einem der reichsten Barone des Landes machte. In der Normandie erhielt Wilhelm den Hafen von Dieppe und Umland als Vizegrafschaft zugesprochen. Auf einem Konzil seiner Barone in Winchester im September 1155 verkündete Heinrich II. seine Absicht Irland zu erobern, um die Insel seinem Bruder Wilhelm als Königreich zu übertragen. Diese Pläne musste er allerdings nach dem Einspruch ihrer Mutter aufgeben.
1163 beabsichtigte Wilhelm, Isabel de Warenne zu heiraten, die Erbin der Grafschaft Surrey. Da diese aber zuvor mit seinem Cousin dritten Grades, Wilhelm von Blois († 1159), verheiratet gewesen war, verweigerte der Erzbischof von Canterbury, Thomas Becket, die Erteilung einer notwendigen Dispens, womit die Ehe nicht realisiert werden konnte. Wilhelm reiste deswegen nach Rouen, um dort die Unterstützung seiner Mutter einzuholen, starb dort aber im Januar 1164 und wurde in der Kathedrale von Rouen bestattet. Noch im selben Jahr heiratete Isabella de Warenne seinen Halbbruder, Hamelin. Erzbischof Thomas Becket wurde 1170 von vier Rittern ermordet. Einer von ihnen, Richard le Breton, gehörte einst dem Gefolge Wilhelms an und rechtfertigte seine Beteiligung am Mord als Vergeltung für das vermeintliche Unrecht, das Wilhelm angetan wurde.